# Karakoçan
Pour les articles homonymes, voir DEP.
Karakoçan (Depê en kurde, Qeze en zazaki) est une ville kurde de la province d'Elâzığ. Au recensement de 2008, la ville comptait 30 338 habitants, dont 16 851 vivant  dans les campagnes et 13 487 dans le centre-ville. La ville est composée principalement de musulmans et dans une moindre mesure d'alévis cohabitant en harmonie.

## Villages du district
- Kocadayı